# Kuchnia szanghajska

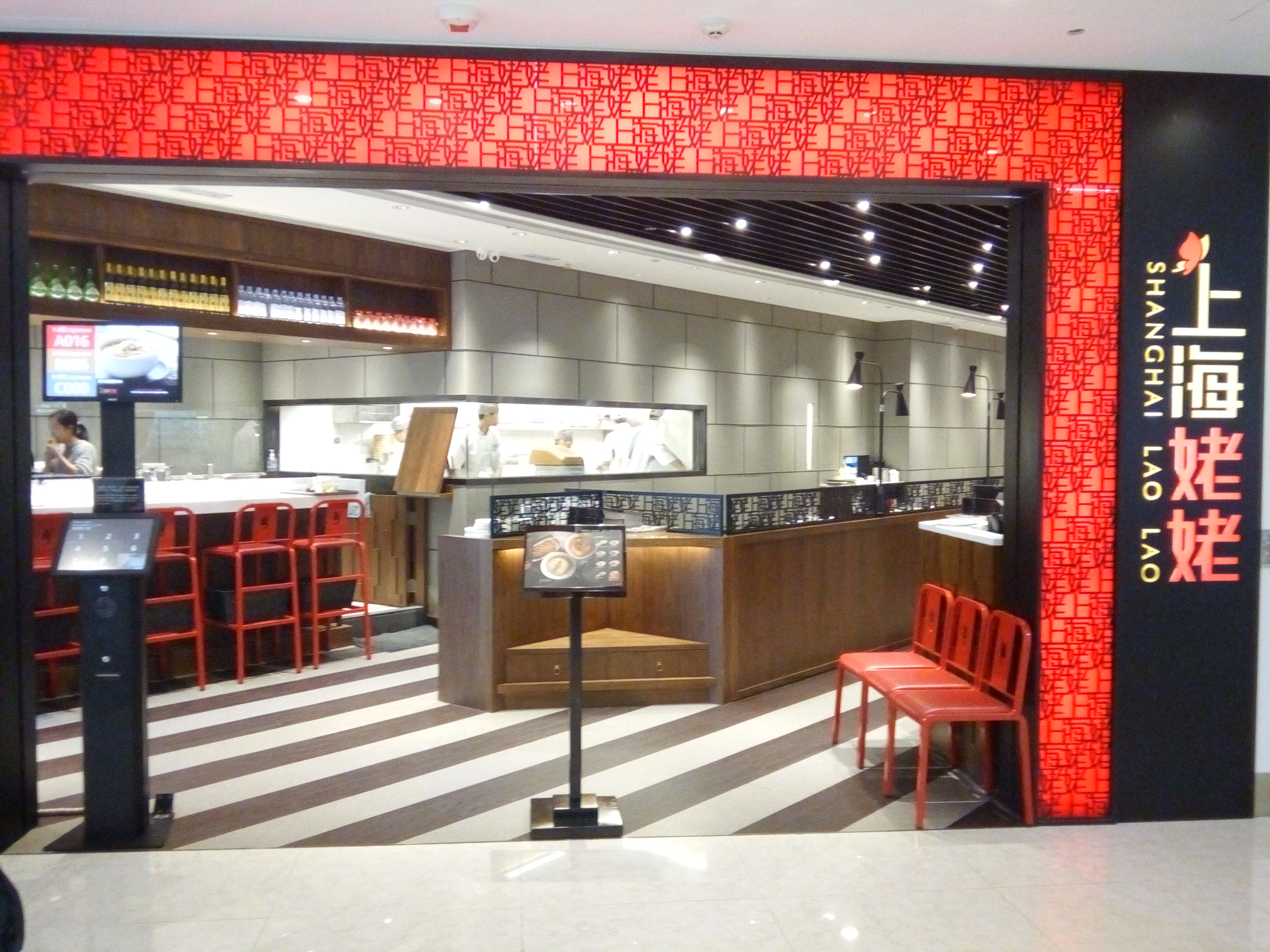
Restauracja w stylu szanghajskim

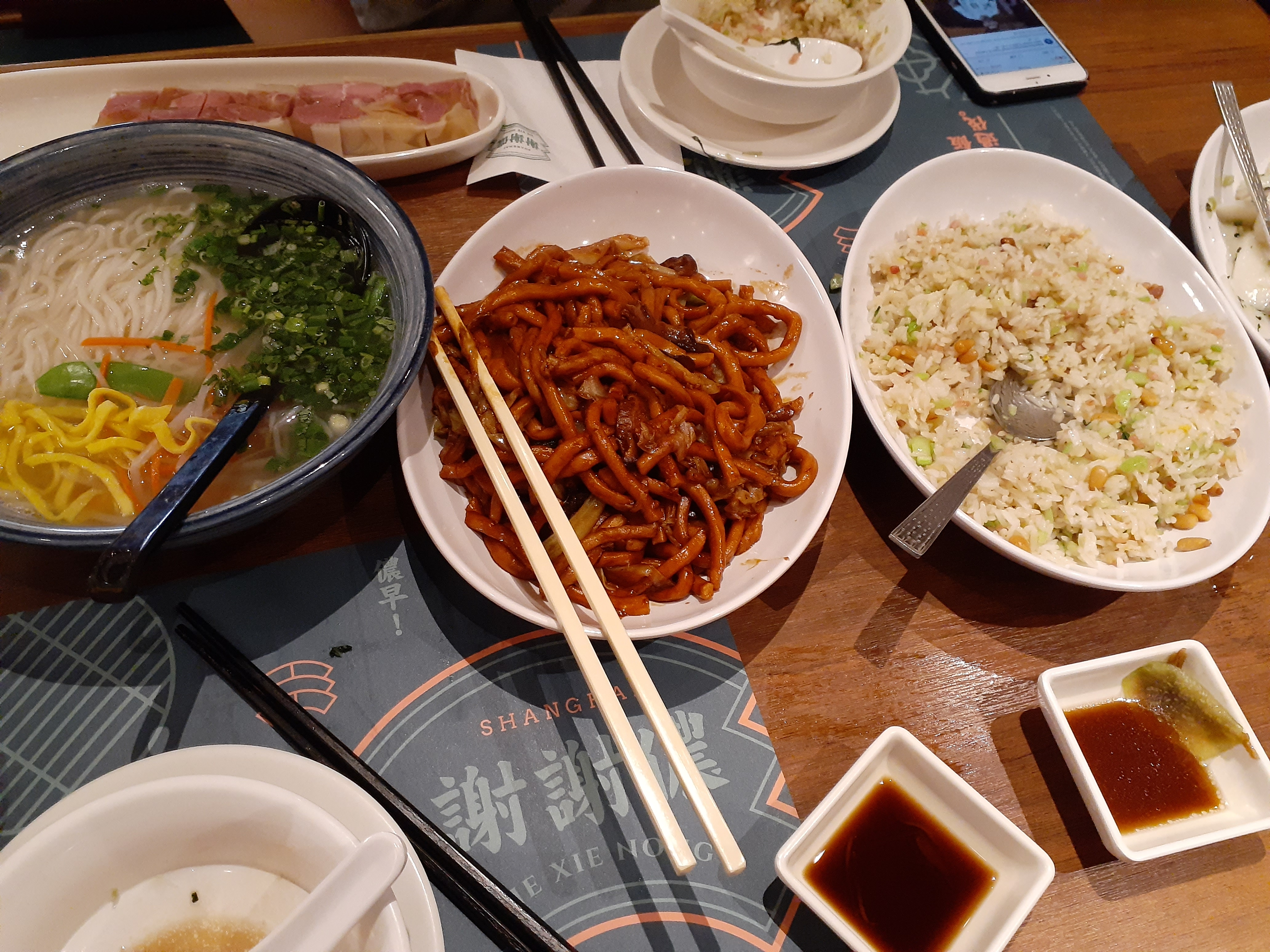
Stół szanghajski

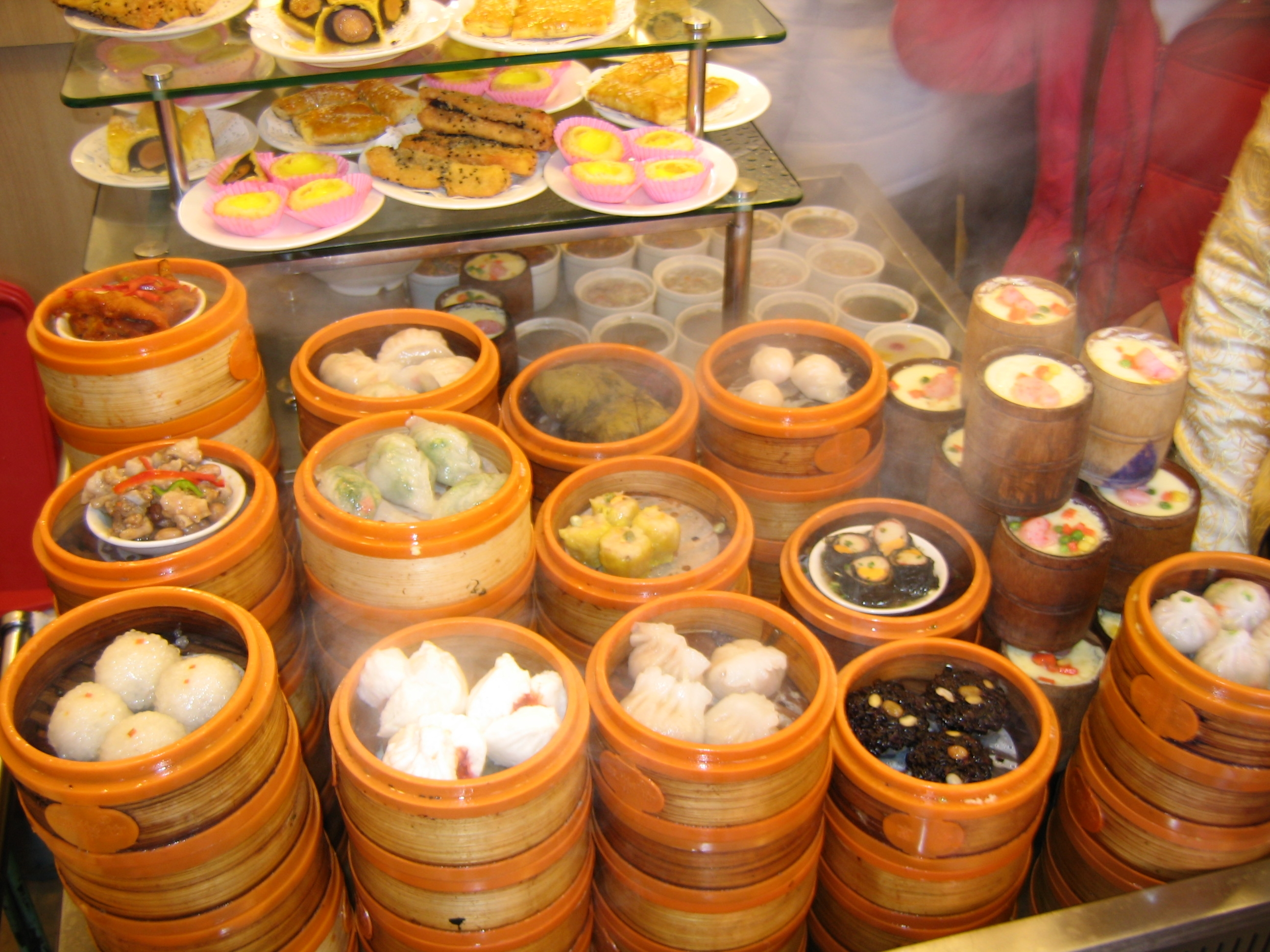
Uliczne stoisko z pierożkami dim sum

Kuchnia szanghajska (chiń. 上海菜) – jedna z czterech podstawowych chińskich kuchni regionalnych, rozwinięta przede wszystkim wokół dużego ośrodka kulturalnego, jakim jest Szanghaj, ale też wokół Suzhou, Hangzhou i Nankinu.

## Charakterystyka
Kuchnia szanghajska reprezentuje wschodniochińską tradycję kulinarną. Charakteryzuje się słodkim i słodko-kwaśnym smakiem, a także, z uwagi na bliskość morza i dużych rzek, szerokim wykorzystywaniem ryb i owoców morza (ryby obowiązkowo serwowane są z ośćmi a owoce morza w skorupach – ich rozbiór stanowi element rytuału kulinarnego). Częściej konsumuje się tutaj makaron (kluski) niż ryż. Kuchnia ta uchodzi za najdelikatniejszy z głównych nurtów chińskich. Epatuje smakiem słodkim, obfituje w cukier, wino ryżowe, ocet i alkohol (wykorzystywany do marynowania mięs). Oprócz intensywnego użycia owoców morza i ryb (m.in. ostryg i krabów), do potraw dodaje się też wodorosty i stuletnie jaja. Produktem regionalnym są również bułeczki i pierożki wypełnione zupami pochodzącymi z wygotowanego wewnątrz farszu. Do większości dań podaje się cukier trzcinowy. Pod koniec XIX wieku Szanghaj (wraz z Hongkongiem) był miejscem intensywnego przyswajania i mody na zachodnią kulturę kulinarną. 
Kuchnia szanghajska uchodzi za zdrową. Potrawy są w dużej mierze gotowane na parze lub na wolnym ogniu, co wydobywa z nich pełnię smaku i zapobiega utracie wartości odżywczych. Do gotowanych potraw dodaje się najczęściej czosnek, imbir, pieprz, kolendrę, curry i inne przyprawy, w wysokim stopniu silnie aromatyczne. 
Dania spożywa się pałeczkami – jedzenie rękami nie jest dobrze widziane (nie dotyczy to jedynie krabów, ale w lepszych restauracjach podaje się do tego celu specjalne rękawiczki). 

## Potrawy
Typowe potrawy kuchni szanghajskiej to m.in.:  
- wieprzowina i kurczak w sosie słodko-kwaśnym,
- owoce morza z warzywami gotowane na parze w słodkim sosie[3],
- duszone żeberka,
- „pijane krewetki”, podawane żywcem, oszołomione alkoholem ryżowym,
- pierożki dim sum,
- xiao long bao (słodkie bułeczki ze słonym nadzieniem)[12],
- makaron chow mein[5].

## Galeria

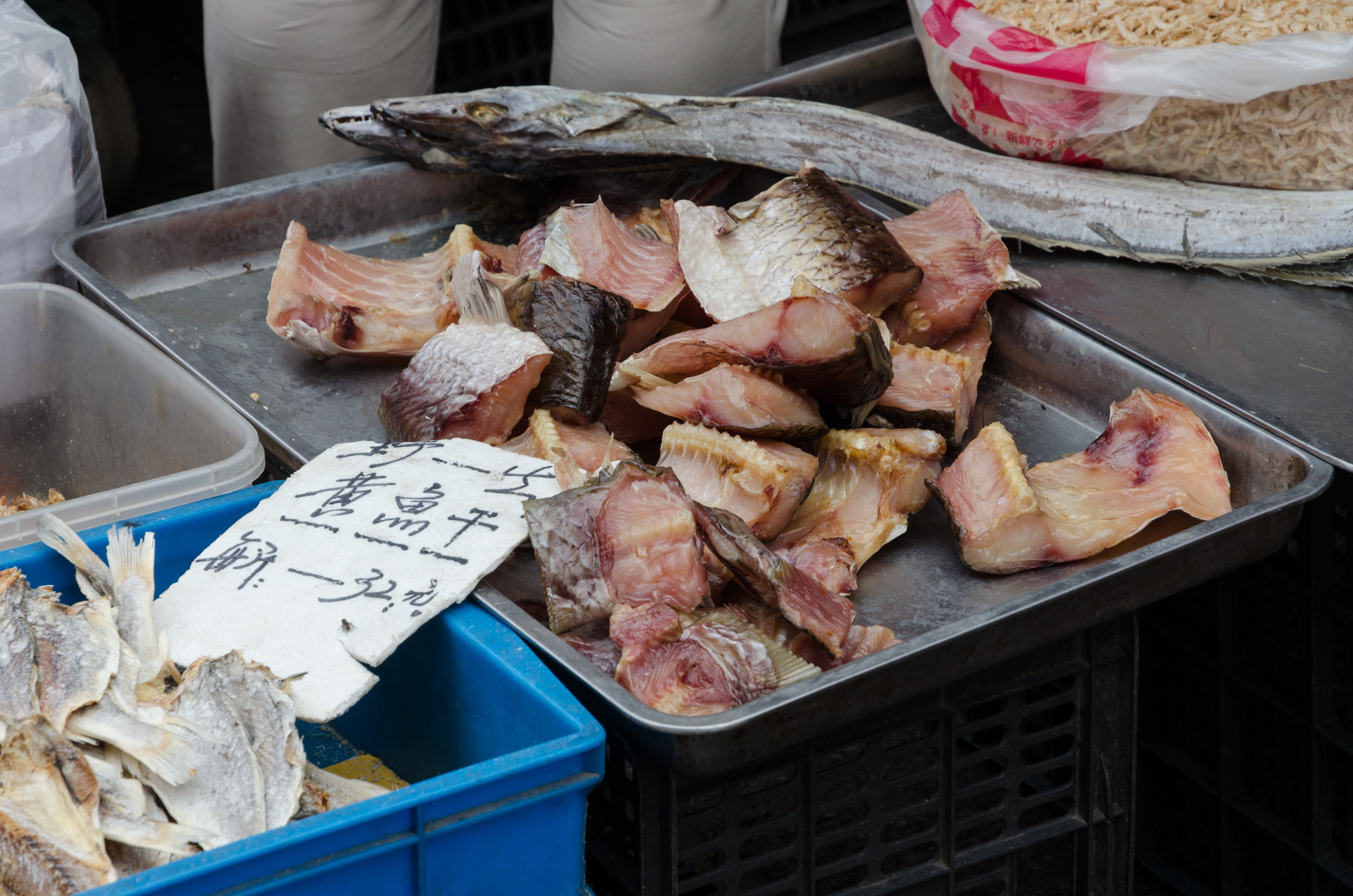
Świeże ryby na targu
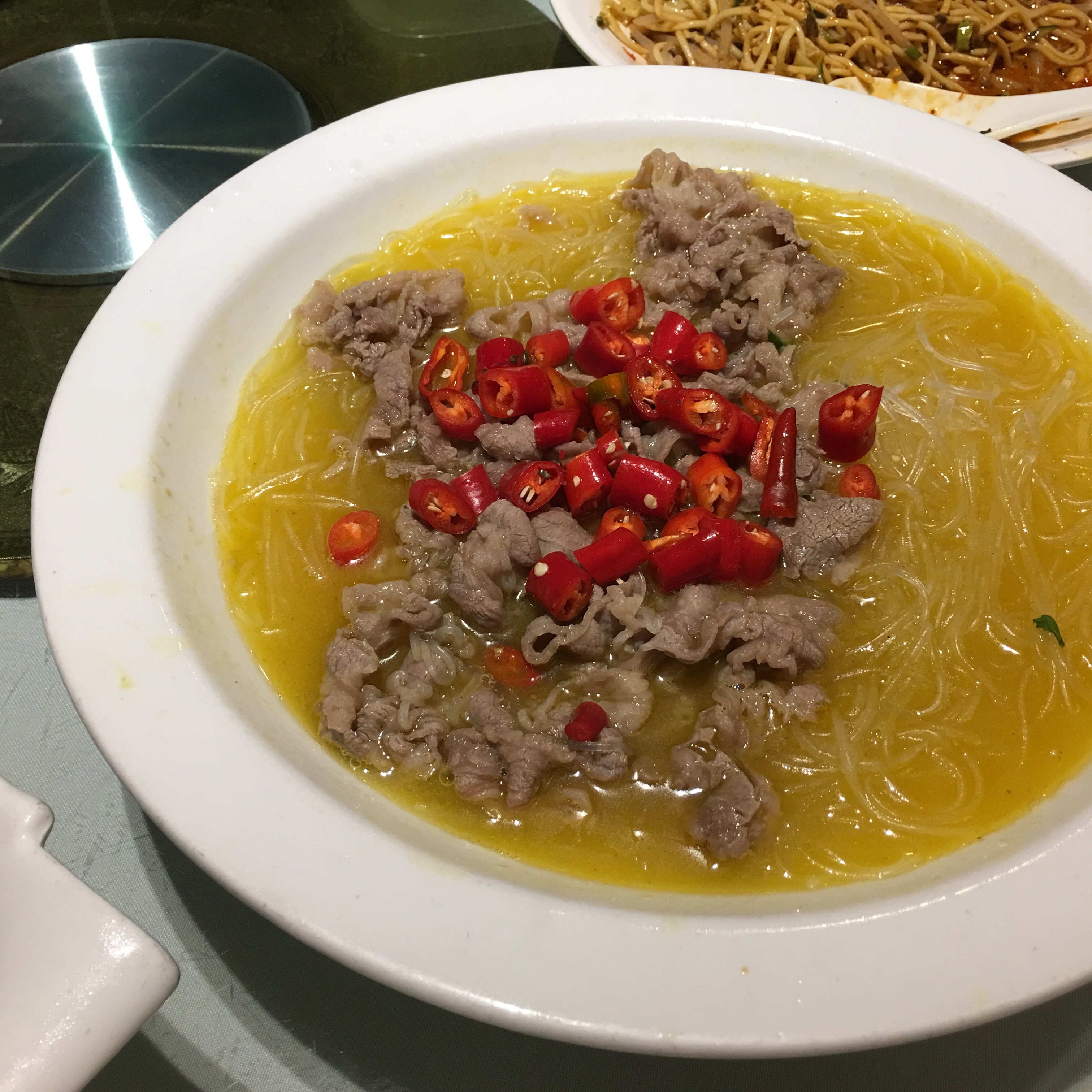
Zupa z mięsem i makaronem
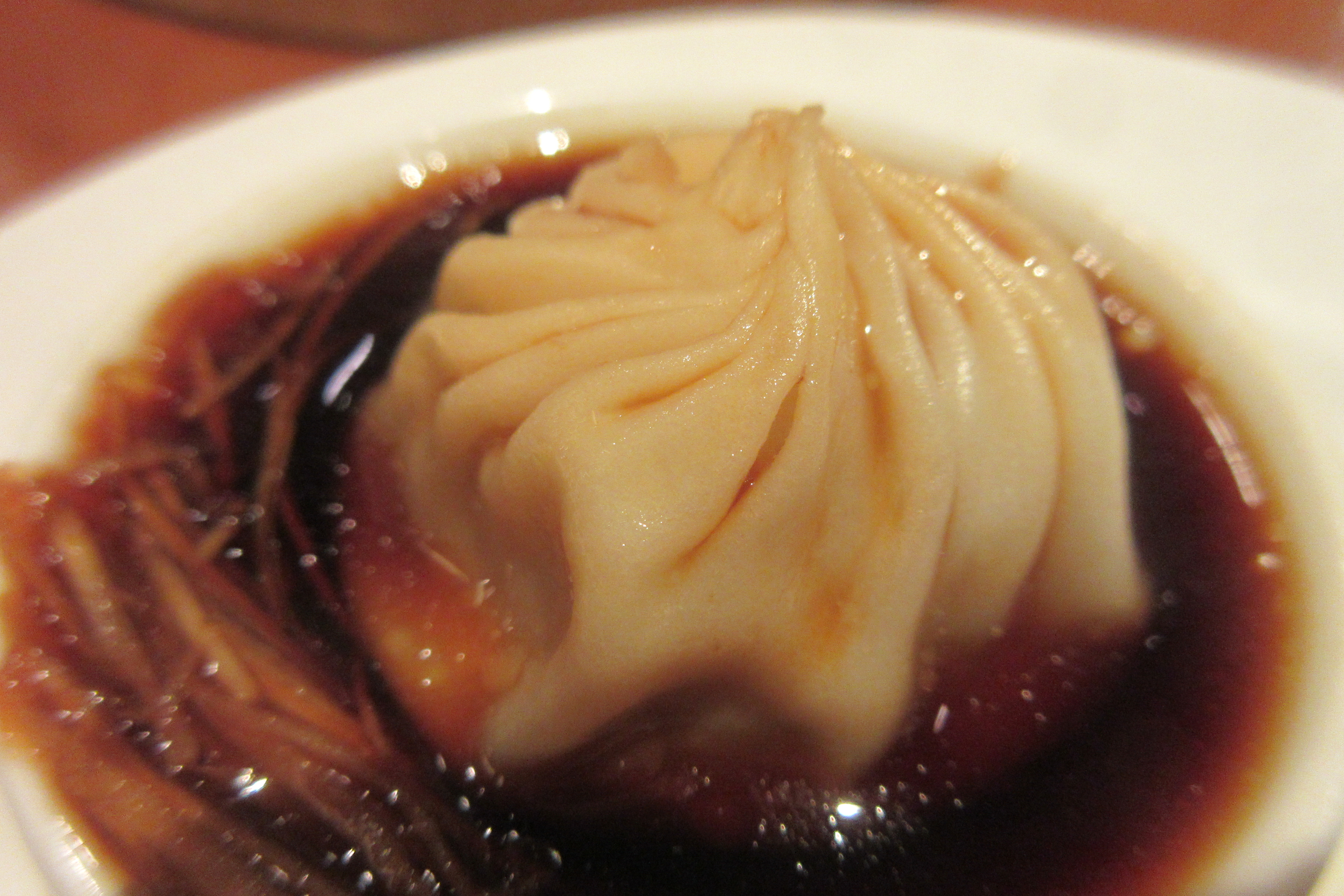
Pierożek w sosie sojowym
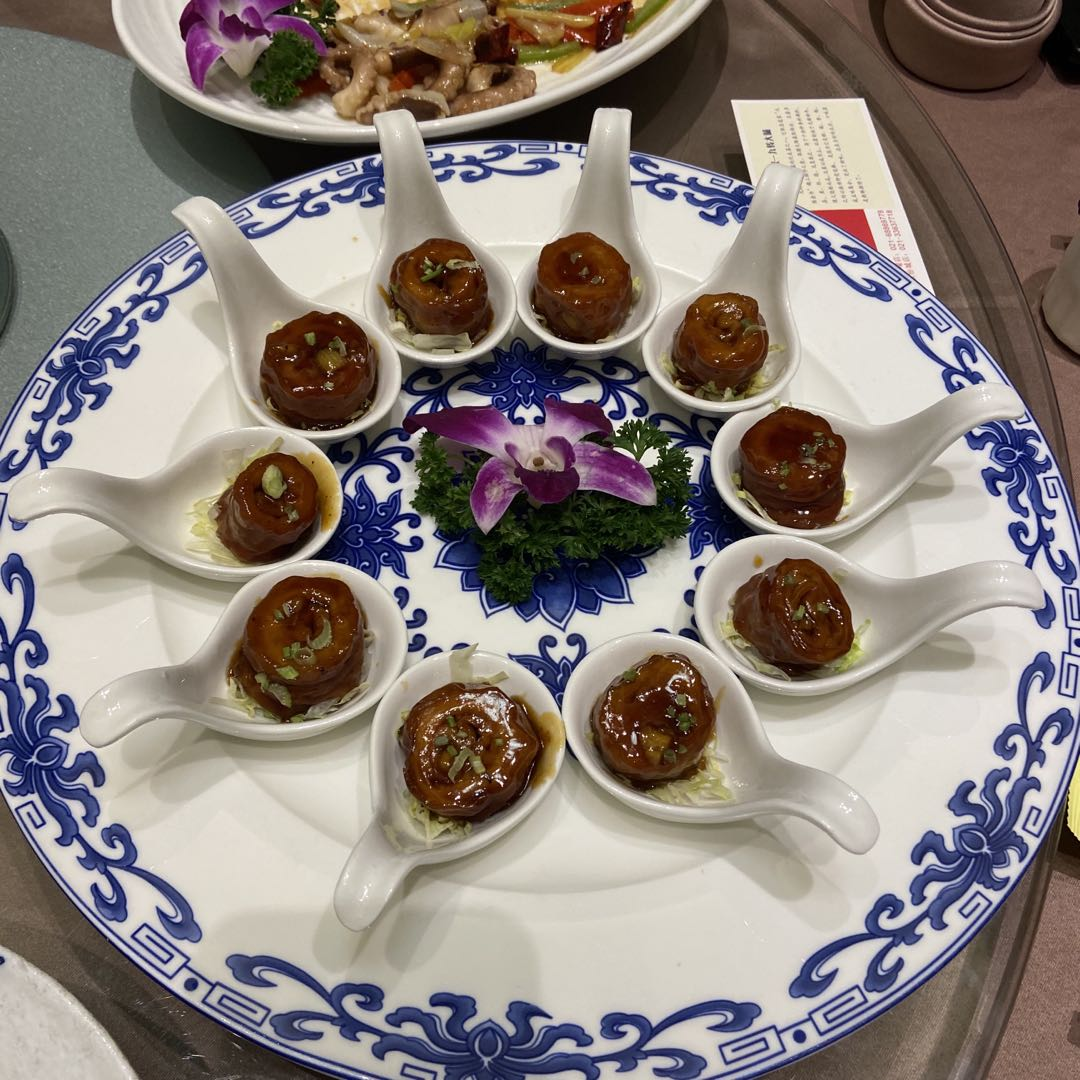
Duszone jelita w brązowym sosie
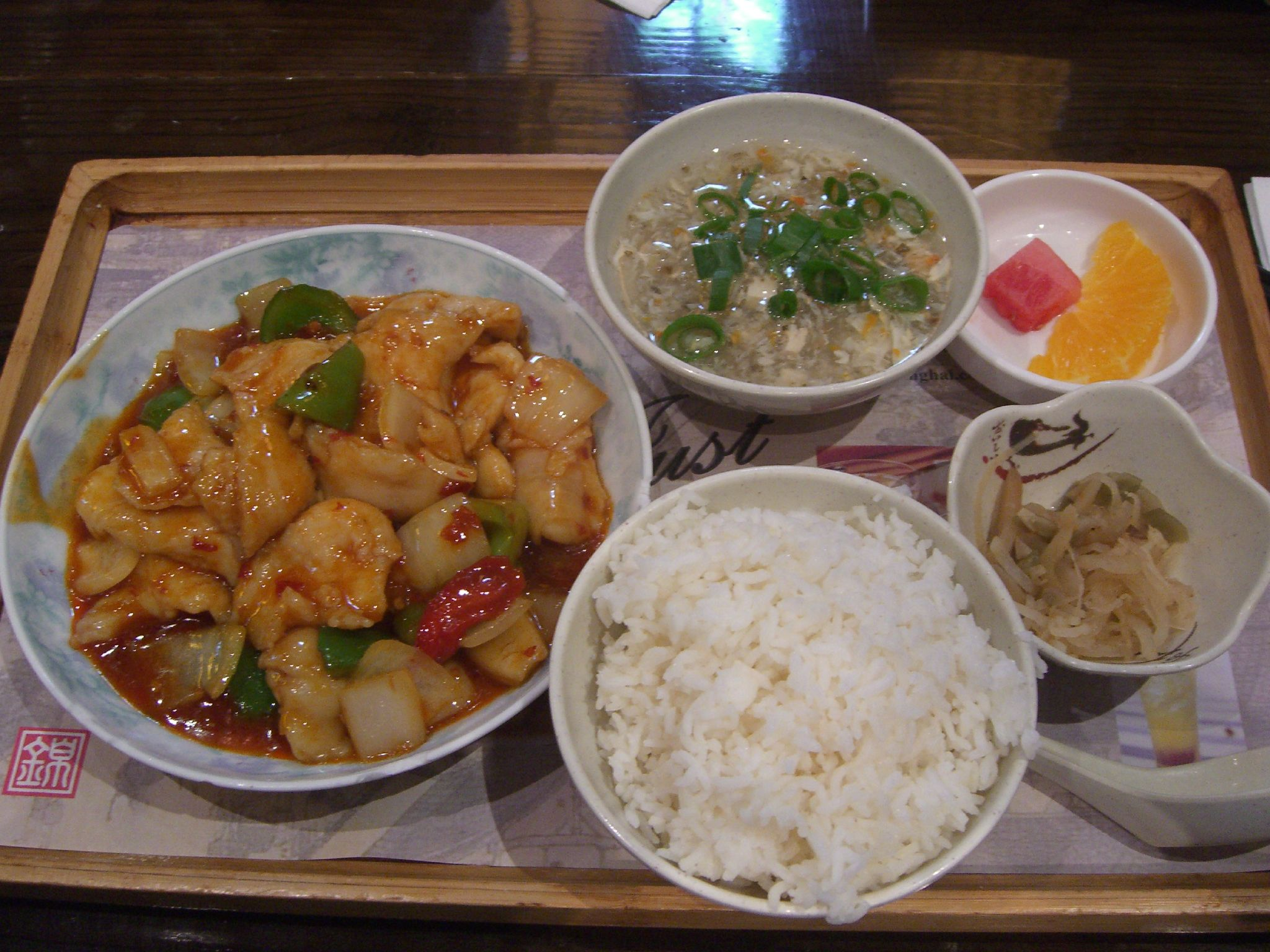
Zestaw z rybą na ostro